# Ruta Nacional 241 (Argentina)

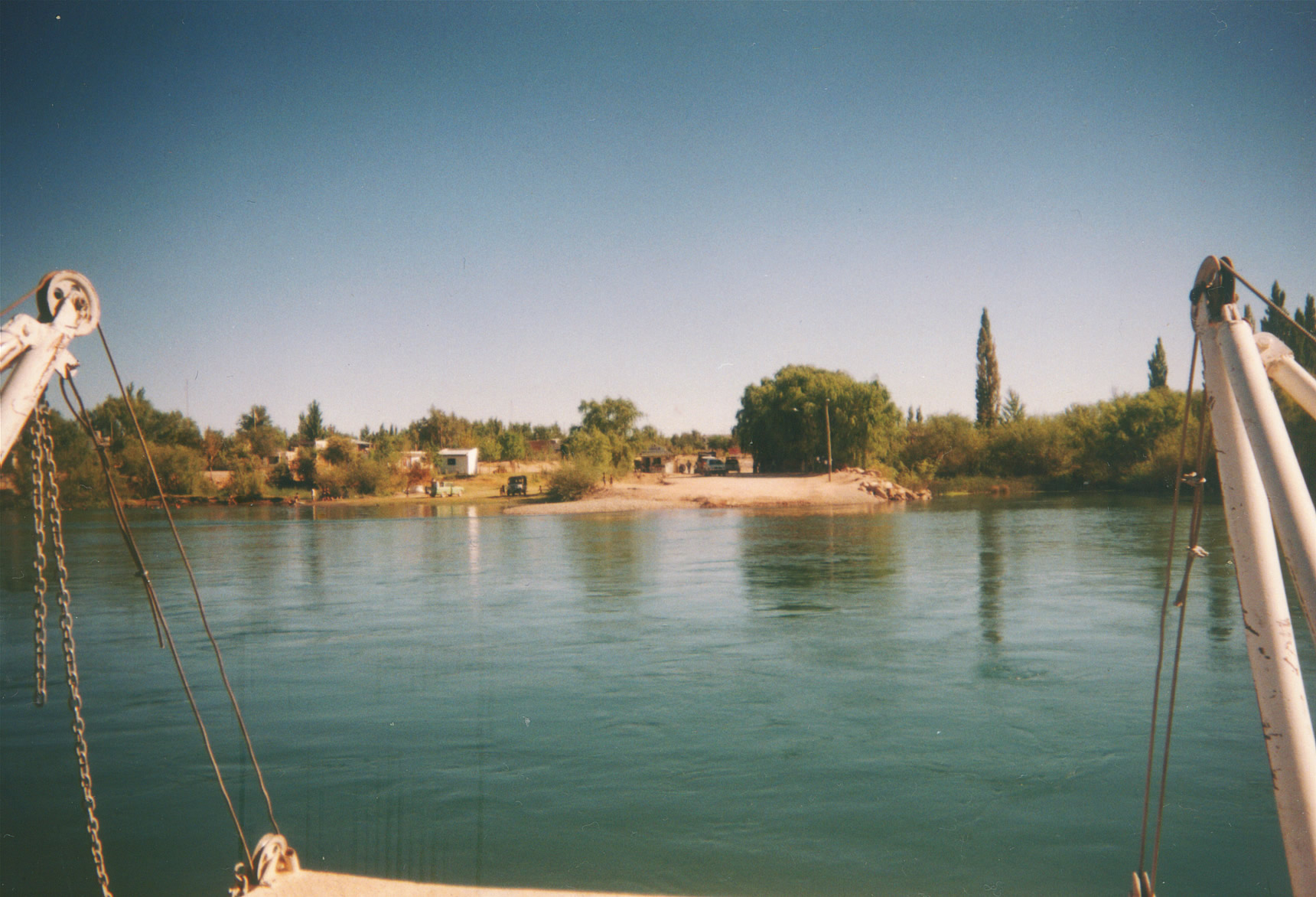
Paso Las Perlas desde la balsa. Al fondo, vehículos esperando el cruce en la Provincia de Río Negro.

La Ruta Nacional 241 era el nombre que tenía antes de 1980 la carretera de 102 km en el este de la Provincia del Neuquén y el oeste de la Provincia de Río Negro, República Argentina que une la Ruta Nacional 22, en la ciudad de Neuquén con la localidad de Cerro Policía en la provincia de Río Negro.
El cruce por el Río Limay, límite natural entre ambas provincias, se realizaba mediante balsas.
Mediante el Decreto Nacional 1595 del año 1979 la jurisdicción de esta ruta pasó a las provincias de Neuquén y Río Negro, donde actualmente es la Ruta Provincial 74 y es de tierra.
Debido al pasaje de la carretera a ambas provincias, la Dirección Nacional de Vialidad y sus pares de Neuquén y Río Negro firmaron un convenio el 28 de diciembre de 1984 para pasar la balsa a jurisdicción provincial. Dicha balsa estuvo operativa hasta 2001, cuando se inauguró el puente sobre el Río Limay.

## Localidades

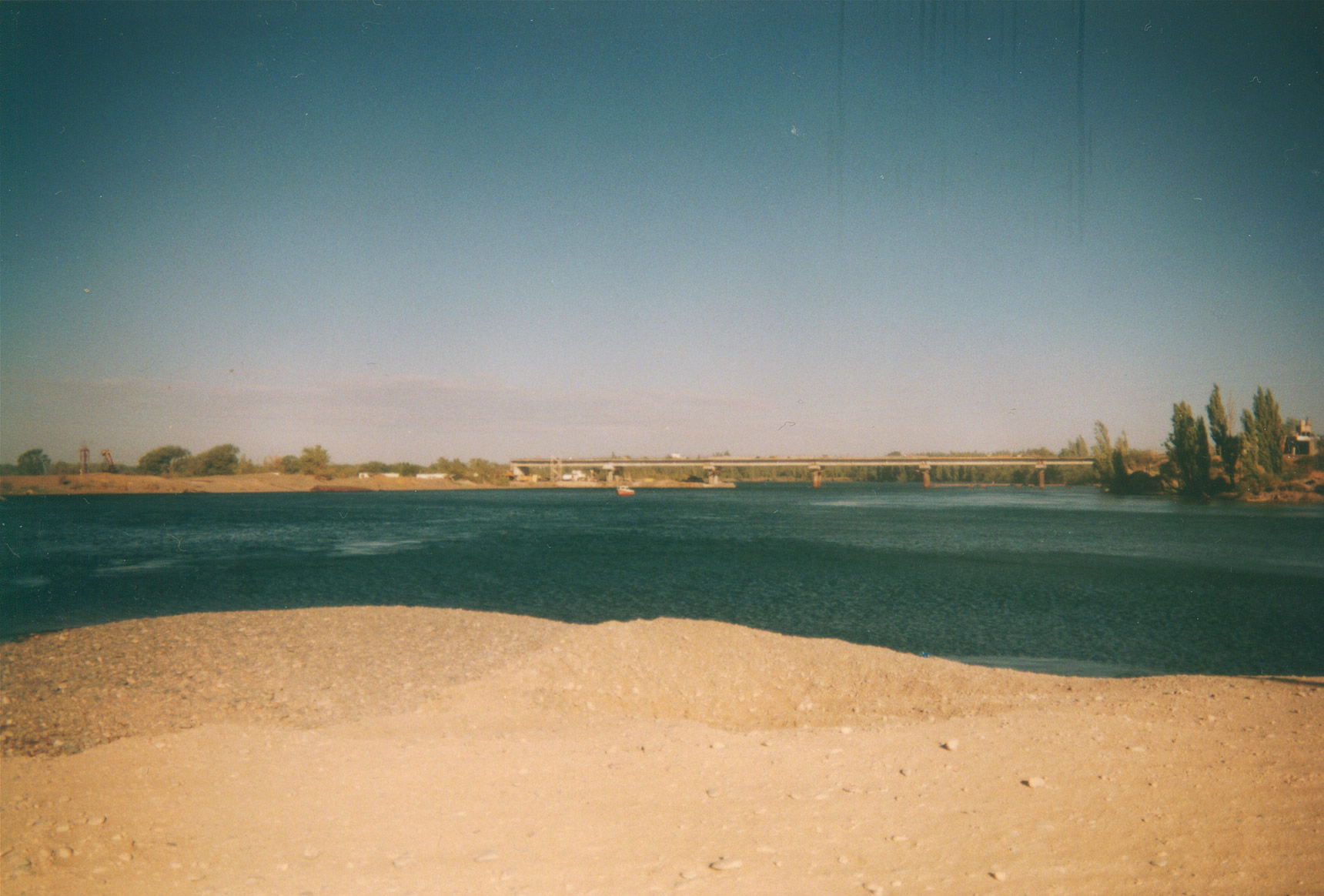
Puente carretero en construcción sobre el Río Limay que terminó con el servicio de balsas.

Se enumera a continuación las ciudades y pueblos por los que pasa esta ruta de norte a sur. Los pueblos con menos de 5.000 habitantes se encuentran marcados en itálica.

### Provincia de Neuquén
Recorrido: 5 km (kilómetro 0-5)
- Departamento Confluencia: Neuquén (kilómetro 0).

### Provincia de Río Negro
Recorrido: 97 km (kilómetro 5-102)
- Departamento El Cuy: Las Perlas (km 6) y Cerro Policía (km 102).